# 96 Aegle
Aegle /ˈɛɡliː/ (định danh hành tinh vi hình: 96 Aegle) là một tiểu hành tinh rất lớn ở vành đai chính. Bề mặt của nó màu tối và dường như được cấu tạo bằng cacbonat nguyên thủy và đường kính khoảng 170 km. Tiểu hành tinh này do nhà thiên văn học người Pháp Jérôme Coggia và phát hiện ngày 17 tháng 2 năm 1868 tại Đài thiên văn Marseille ở Đông Nam nước Pháp. Tiểu hành tinh kiểu T hiếm gặp có chu kỳ quay quanh trục là 13,8 giờ và đã được quan sát thấy nhiều lần trong các sự kiện che khuất và người ta đã quan sát thấy Aegle che khuất 3 ngôi sao. Nó được đặt tên theo Aegle, một trong những Hesperides (tiên nữ của buổi tối) trong thần thoại Hy Lạp.